# アントニー・マテウス・ドス・サントス
アントニー（Antony）ことアントニー・マテウス・ドス・サントス（ポルトガル語: Antony Matheus dos Santos、2000年2月24日 - ）は、ブラジル・サンパウロ出身のサッカー選手。ラ・リーガ・レアル・ベティス所属。ポジションはフォワード、ミッドフィールダー（サイド・ミッドフィールダー、ウイング）。ブラジル代表。

## 経歴

### 幼少期からサンパウロ
サンパウロ州オザスコのスラム街に生まれた。 実家の正面玄関から15歩のところに、麻薬の売人が常に商売をしており、銃を見ることにも慣れていた。 兄に連れられて広場で様々な人とサッカーをして、隣人が盗みで手に入れたWi-Fiを借りてよくYouTubeでロナウジーニョ、ネイマール、クリスティアーノ・ロナウド、リオネル・メッシのプレーを観ていた。
14歳の頃は体が成長期を迎えたこともあり空腹に悩まされていた。感情に"激しさ"や"怒り"といったいくつかの問題を抱えたため、三度クラブから解雇されそうになった。とても痩せており、いつも「目に血が入っている」状態でプレーしていた。本人は「これは、ストリートから来る一種の激しさ」と振り返っている。
2018年は、9月に大阪で行われた2018 Jリーグ U-17チャレンジカップにオーバーエイジ枠で参加し優勝し、最優秀選手に選ばれた。この活躍をきっかけに9月26日、エリーニョ、イゴール・ゴメスとともにトップチームに昇格、2023年9月までの5年契約を締結した。11月15日のグレミオFBPA戦でエリーニョに代わって出場し、プロ初出場を果たした。
サンパウロでプロデビューした後もスラム街に住んでいた。

### 欧州

#### アヤックス
2020年2月23日、チェルシーFCに移籍したハキム・ツィエクの代役としてアヤックス・アムステルダムと2025年までの契約を締結し、2020年7月より加入することが発表された。

#### マンチェスター・ユナイテッド
2022年8月30日、マンチェスター・ユナイテッドFCへの加入が発表された。契約は2027年6月30日までの5年間。移籍金はボーナス含め1億€とされており、エールディビジ史上最高額、マンチェスター・ユナイテッドとしても史上2番目の高額移籍となった。9月4日第6節のアーセナル戦で初の先発出場、移籍後初ゴールを決めた。

#### レアル・ベティス
2025年1月25日、レアル・ベティスへシーズン終了までの期限付き移籍が発表された。。アントニー本人は「僕は自分自身を見つけた。最高の選択だったと気づいたよ。この街、このクラブを毎日楽しんでいる。セビージャはブラジルを思い出させるものがたくさんあるね。太陽も食べ物も、すべてがそうだ。人々もとても温かい。本当に幸せだし、それはブラジル人である僕らにとって重要なことなんだ」と話した。ユナイテッド時代とは一転してベティスでは出場機会を得たことで、ブラジル代表にまで復帰し、シーズン終了後にはサポーターからチームへの残留を懇願された。

### 代表
2022年11月7日、W杯カタール大会に向けたメンバーの1人に選ばれた。
2023年3月を最後に代表から遠ざかっていたが、2025年6月、レアル・ベティスでの活躍がブラジル代表新監督カルロ・アンチェロッティに評価され2年ぶりに代表に招集された。

## 人物
ザ・プレイヤーズ・トリビューンにて、ブラジルのスラム街からアヤックス、そしてマンチェスター・ユナイテッドへと3年で渡り、どうしてこんなに早くできたのかとよく聞かれることに対して、「正直なところ、自分はピッチの中ではプレッシャーを感じない。恐怖はない。学校に行くために死体を飛び越えなければならないような環境で育てば、サッカーでは何も怖くなくなる」と発信した。「毎晩、食卓にパンが並ぶヨーロッパでは、時々サッカーはゲームであることを忘れてしまう。素晴らしいゲームだが、それでもゲームはゲーム」とも述べている。

## 代表歴

### 出場大会
- ブラジル代表
  - 2022 FIFAワールドカップ

### 試合数
- 国際Aマッチ 16試合 2得点（2021年-）[16]

| ブラジル代表 | 国際Aマッチ | 国際Aマッチ |
| 年           | 出場        | 得点        |
| ------------ | ----------- | ----------- |
| 2021         | 5           | 1           |
| 2022         | 10          | 1           |
| 2023         | 1           | 0           |
| 通算         | 16          | 2           |

## タイトル

### クラブ
アヤックス
- KNVBベーカー : 2020-21
- エールディヴィジ : 2020-21, 2021-22

マンチェスターユナイテッドFC
- EFLカップ : 2022-23
- FAカップ : 2023-24

### 代表
- 2020年東京オリンピック（2021年）

### 個人
- Jリーグ U-17チャレンジカップ：MVP (2018年)